# Bézacoul
Bézacoul (Besacorb en occitan) est une ancienne commune du Tarn. En 1833, elle est rattachée à Teillet.

## Histoire
Bézacoul est une ancienne communaute, qui était composée des hameaux et fermes disparates tels que La Coste, La Torte, L'Algarié, Cathalo, La Mouline, Bézacoul, Sirvens, La Canourgue, La Satgearié, La Guiraudié, Ban, Lardié, La Bertrandié, La Ténèze et La Bruguière. 
Elle se superposait globalement avec la seigneurie de Grandval ou avec le marquisat de Frégeville suivant les époques.
Après la Révolution, la communauté donne naissance à deux communes : Bézacoul et Labruguière-Bézacoul.
En 1833, la commune de Bézacoul est fusionnée dans la commune de Teillet.

## Population et société

### Démographie
| 1793 | 1800 | 1806 | 1821 |
| ---- | ---- | ---- | ---- |
| 310  | 291  | 329  | 326  |